# Amicus Hominum
Amicus Hominum – nagroda samorządu województwa małopolskiego dla osób prywatnych, „które działają na rzecz dobra innych i swoją bezinteresowną aktywnością wspierają drugiego człowieka”. Ustanowiona została w 2006 roku.
Jest uzupełnieniem Nagrody Marszałka Województwa Małopolskiego „Kryształy Soli” dla najlepszych organizacji pozarządowych prowadzących działalność pożytku publicznego.
Zgłoszenia mogą dokonywać: organizacje pozarządowe, inne organizacje społeczne; osoby fizyczne, osoby prawne, kościoły i związki wyznaniowe oraz organy administracji publicznej.